# La Brévière
La Brévière là một xã ở tỉnh Calvados, thuộc vùng Normandie ở tây bắc nước Pháp.